# Рен, Томми
Пер Томми Рен (швед. Per Tommy Rehn; род. 27 августа 1970, Худдинге, Швеция) — шведский гитарист, участник групп «Moahni Moahna» и «Angtoria». Также является исполнительным вице-президентом и руководителем проектов в «Ninetone Records» и владельцем собственной компании «Cube1 Entertainment».
Владелец Rehn Music Group.

## Биография
Томми родился в Худдинге, недалеко от Стокгольма. По собственному признанию музыканта, его музыкальная карьера началась в возрасте 3-4 лет игрой на пианино деда. После переезда семьи в Сундсвалль, Томми с 9 до 18 лет получал музыкальное образование в местной «The Public Music Scool» по классу трубы; другие инструменты — гитара, ударные, пианино — осваивались им самостоятельно. Первый концерт с исполнением своих песен он дал в 11 лет, исполняя музыку на клавишных.
Первой хеви-метал-группой Томми стала «Heavy Weight», в которой он в возрасте 14 лет играл на ударных. Но успех у девушек гитариста группы толкнул его к решению сменить барабаны на гитару, взяв за образец для подражания Ричи Блэкмора и Ингви Мальмстина. Любимыми композиторами музыканта были Бенни Андерссон, Иоганн Себастьян Бах, Дэнни Эльфман, Джон Уильямс и Георг Ридель, любимыми группами — Rainbow, Black Sabbath, Dio, Kansas и Deep Purple.
В 1988 году Томми знакомится с Хенриком Флайменом и вместе они начинают играть и писать песни в другой любительской группе — «Give The Iron». Спустя четыре года музыканты решаются на эксперимент, итогом которого стало образование новой группы — «Moahni Moahna». В 1992 году группа на собственные средства выпускает CD и снимает видео, которое настолько понравилось Ванессе Уорвик, что оно попало в ротацию на MTV в программе «Headbangers Ball». Группа вела активную деятельность до 1998 года, после чего музыканты ушли в творческий отпуск, не делая никаких заявлений касательно распада группы. Последними живыми выступлениями группы стали поддержка шведского тура любимых Томми Deep Purple.
Творческий отпуск Томми продлился до 2004 года. В это время он занимался расширением собственной студии «Virtual Symphony Studios» и писал музыку для мюзиклов и театра. В 2004 году Томми присоединяется к группе «Angtoria», одним из основателей которой был его брат Крис Рен. Группа в это время писала свой демоальбом на студии Томми. После записи дебютного альбома в 2006 году группа получила три номинации на «Metal Storm Awards 2006»: лучший дебютный альбом («God Has A Plan For Us All»); лучшая группа атмосферик/симфоник метала и лучший кавер (на песню «Confide in me»).
Постепенно Томми всё больше сосредотачивается на работе в студии. В качестве приглашённого музыканта он участвует в проектах группы «Corroded», а как звукоинженер, аранжировщик и продюсер — в записях групп и артистов лейбла «Ninetone Records». После распада группы «Seremedy» Томми занялся продюсированием экс-певца и гитариста группы Yohio.

## Семья
Мать — Агнета Рен.
Отец — Ян-Эрик Рен, в 1960-х годах играл в поп-группе «The Panthers».
Брат — Крис Рен, является участником группы «Takida».
Сын — Кевин Йохио Лукас Рен Эйрес (известный также под псевдонимом Yohio), совместный с Йоханной Эйрес ребёнок, был вокалистом и гитаристом в группе «Seremedy», ныне выступает сольно.
В настоящее время Томми встречается с Амалией Йохансон.

## Дискография

### Moahni Moahna
- Face the Light (EP) (1992)
- Temple of Life (1994)
- Queen Shamar (SP) (1994)
- Why (1997)

### Angtoria
- Across Angry Skies (EP) (2004)
- God Has a Plan for Us All (2006)

### Приглашённый участник
- The Forsaken — Manifest Of Hate (2001)
- Cradle Of Filth — Thornography (2006)
- Soreption — Illuminate the Excessive (EP) (2007)
- Cradle Of Filth — Harder, Darker, Faster: Thornography Deluxe (2008)
- Lillasyster — 3 (2012)
- Cradle Of Filth — Thornography (2LP) (2013)
- Yohio — Together We Stand Alone (2014)

### Видео
- Moahni Moahna — The Quest For the Unholy Sword (1992)[3]
- Moahni Moahna — Radio’s to Blame (1996)[4]
- Angtoria — God Has A Plan For Us All (2006)[5]